# Martin Schaudt
Martin Schaudt (n. 7 decembrie 1958, Balingen, Republica Federală Germania, Germania) este un sportiv german, medaliat olimpic. A participat la 2 ediții ale Jocurilor Olimpice (1996, 2004) în care a câștigat două medalii de aur.